# Nicópolis
Nicópolis (em grego: Νικόπολις; romaniz.: Nikopolis), cujo nome significa "cidade da vitória ou cidade vitoriosa", foi uma cidade da Acarnânia fundada pelo imperador Augusto após sua vitória sobre Marco Antônio, no local onde ele havia acampado antes da Batalha de Áccio. Foi a capital da província romana de Epirus Vetus. Localizada na parte ocidental da atual Grécia, suas ruínas ficam 7 quilômetros ao norte de Preveza. 

## História
A cidade foi fundada em 29 a.C por César Augusto em comemoração a sua vitória em 31 a.C sobre Marco Antônio e Cleópatra na Batalha de Áccio nas proximidades. Logo se tornou a maior cidade da região do Épiro.
Foi povoada com os habitantes de Ambrácia e Anactória, colônias de Corinto, que foram deportados por Augusto para a nova cidade. O imperador também devastou a Calidão e o resto da Etólia, para que seus habitantes fossem incorporados a Nicópolis.
No local onde Augusto havia posto sua tenda, ele ergueu um templo a Apolo.
Na época de Pausânias, Nicópolis tinha seis deputados para a Liga Anfictiônica, composta de trinta deputados, o mesmo número que a Macedônia e a Tessália.
No decorrer da Idade Média, Nicópolis entrou em decadência e foi suplantada pela cidade de Preveza.

### Nicópolis no contexto bíblico
Nicópolis é citada uma única vez na Bíblia (Tito 3:12), onde o apóstolo Paulo resolveu passar o inverno ali, convocando a Tito para encontrar-se com ele na cidade, isto um pouco antes de ser aprisionado pela segunda vez e martirizado em Roma.

## Arqueologia
As ruínas de Nicópolis são hoje conhecidas como Palaea Preveza (Velha Preveza), onde podemos destacar:
- Acrópole
- Monumento em homenagem a vitória de Augusto na Batalha de Áccio
- Teatro
- Odeon
- Muros originais
- Aqueduto[8] que trazia água para a cidade a partir do rio Louros, numa distância de cerca de 50 quilômetros. A ponte do aqueduto sobre o rio a jusante da fonte é um dos poucos remanescentes na Grécia hoje.
- Ninfeu
- Termas romanas
- Vila Romana de Antonino com belos mosaicos
- Estádio, localizado no chamado Proasteion (bosque sagrado) de Nicópolis
- Ginásio
- Hipódromo

O atual Museu Arqueológico de Nicópolis, localizado nas proximidades, contém muitas exposições arqueológicas.